# 16804 Боніні
16804 Боніні (16804 Bonini) — астероїд головного поясу, відкритий 27 вересня 1997 року.
Тіссеранів параметр щодо Юпітера — 3,466.